# مونگاکو
مونگاکو (انگلیسی: Mongaku; ۱ ژانویهٔ ۱۱۳۹ – ۲۹ اوت ۱۲۰۳) بوشی، شینگون و بهکشو در دوره کاماکورا اهل ژاپن بود. او یکی از همکاران نزدیک شوگون میناموتو نو یوریتومو بود، که در اعلام جنگ گنپی مشارکت داشت او همچنین به عنوان مونگاکو شواین شناخته می‌شود.